# Lukács Gyöngyi
Lukács Gyöngyi (külföldön Georgina Lukács) (Győr, 1967. április 24. –) Kossuth-díjas magyar opera-énekesnő (szoprán), érdemes művész, a Halhatatlanok Társulatának örökös tagja.

## Pályafutása
Zenei tanulmányait a győri konzervatóriumban kezdte, majd a moszkvai Csajkovszkij Akadémia ének, zongora és zeneszerzés szakán szerzett művészdiplomát. 1988. január 27-én, még akadémiai hallgatóként debütált a Magyar Állami Operaházban, Verdi A trubadúr című operájának Leonorájaként. A világ számos nagy operaházában vendégszerepelt, többek közt a milánói Scalában, a New York-i Metropolitanban, San Franciscóban, Hamburgban, a londoni Covent Garden-ben, Münchenben, a berlini Deutsche Oper-ben, Torontóban, Tokióban, a moszkvai Bolsojban és Zürichben.

## Főbb szerepei
- Amelia (Verdi: Simon Boccanegra)
- Lady Macbeth (Verdi: Macbeth)
- Leonora (Verdi: A végzet hatalma)
- Leonora (Verdi: A trubadúr)
- Desdemona (Verdi: Otello)
- Elisabeth (Verdi: Don Carlos)
- Abigél (Verdi: Nabucco)
- Aida (Verdi: Aida)
- Manon (Puccini: Manon Lescaut)
- Tosca (Puccini: Tosca)
- Turandot (Puccini: Turandot
- Madama Butterfly (Puccini: Pillangókisasszony)
- Minnie (Puccini: A Nyugat lánya)
- Giorgetta (Puccini: A köpeny)
- Angelica nővér (Puccini: Angelica nővér)
- Norma (Vincenzo Bellini: Norma)
- Santuzza (Mascagni: Parasztbecsület)
- Kostelnicka (Janacek: Jenufa)
- Senta (Wagner: A bolygó hollandi)

## Díjai, elismerései
- Érdemes művész (2003)
- Kossuth-díj (2008)
- Örökös tag a Halhatatlanok Társulatában (2013)
- A Magyar Állami Operaház örökös tagja (2014)